# Chassidismo

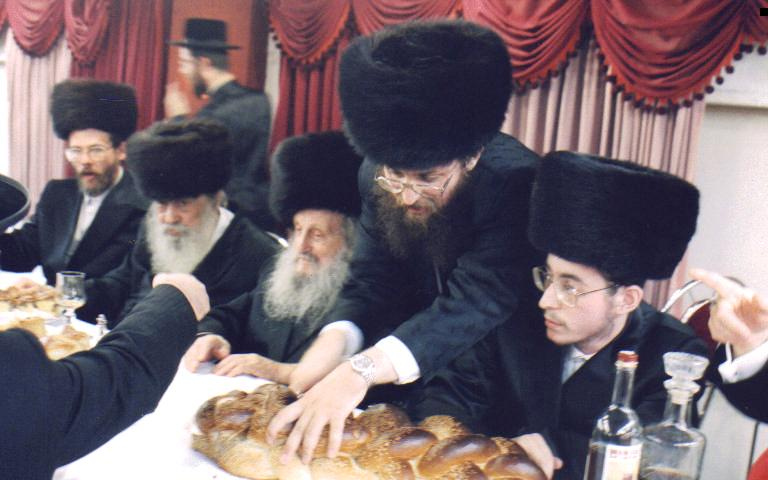
Festeggiamento del Tish in una comunità chassidica: Avraham Yissachor Englard, Gran Rabbino della dinastia Radzin, si accinge a tagliare la challah, con a fianco i Rebbe delle dinastie Strikov e Sochatchov.

Il chassidismo, ḥasidismo o hassidismo (in ebraico חסידות‎?, Ḥăsīdūt) è un movimento di massa ebraico basato sul rinnovamento spirituale dell'ebraismo ortodosso, sorto nella Podolia del XVIII secolo per opera del taumaturgo e kabbalista Yisrāēl ben Ĕlīezer, meglio conosciuto come il Ba'al Shēm Ṭōv e anche noto con il soprannome di Besht (BeShT, acronimo di Baʻal Shem Tov).
Sviluppatosi tra gli ebrei ashkenaziti dell'Europa orientale, il chassidismo ha promosso la popolarizzazione della Kabbalah come un aspetto fondamentale della fede nelle comunità ebraiche povere e illetterate, quindi la gente comune, stanziate in quelle regioni. Il fulcro dell'insegnamento propugnato dal Beshṭ prima e dagli chassidim poi era la trasformazione della mistica nella vita quotidiana in un sentimento interiore, una pietà che santifica qualunque cosa, finalizzata al raggiungimento di uno stato di eterna gioia e unione con Dio.
Nonostante la forte critica e opposizione da parte dell'élite formata da rabbini e halakhisti della Lituania - i mitnageddim, di cui il maggior esponente fu il Gaon di Vilna - il movimento chassidico è riuscito ad avere successo e a diffondersi con dinamismo tra gli ebrei di mezza Europa, trovando, a partire dal XX secolo, proseliti anche in Israele, Canada, Stati Uniti d'America e Australia.

## Origini
La prima metà del XVIII secolo fu per gli ebrei, in particolare nelle terre dell'Europa centro-orientale, un periodo particolarmente difficile. La Controriforma, altrove trionfalmente vincitrice, non era ancora stata metabolizzata dalle popolazioni polacche e russe. Inoltre la tragica conclusione della vicenda che vide protagonista lo pseudo-messia Sabbatai Zevi aveva gettato nello sconforto più profondo un po' tutto il popolo d'Israele, ma in particolare quelle regioni periferiche ad alta concentrazione ebraica.
La reazione a questi fatti fu dapprima un aumento di rigore dottrinario, che divenne particolarmente pesante.
D'altra parte la popolazione ebraica era una frazione consistente della popolazione generale e l'ebraismo, seppure lontanissimo dall'essere maggioritario o anche solo riconosciuto, era una realtà importante che si auto-sosteneva, sia a livello religioso, sia a livello economico. La presenza di piccoli e piccolissimi centri, a volte esclusivamente ebraici, faceva sì che vi fossero delle figure, che oggi chiameremmo predicatori, che svolgevano le funzioni di ministri di culto e docenti itineranti. Queste figure avevano importanti funzioni non solo religiose e svolgevano anche funzioni diverse, quali il medico, il macellaio rituale, il circoncisore e altro.
Nell'opprimente clima di quei tempi questi "ministri" itineranti dovevano essere consapevoli del malessere che serpeggiava nelle comunità ebraiche. Il Baal Shem Tov era uno di questi e diede una risposta originale al malessere dei tempi.
Tra quelli Lituani e quelli conosciuti come Mitnagdim, i rabbini che contestarono i primi rabbini chassidim vennero accusati di eseguire la legge della Torah in parte troppo meccanicamente. In opposizione essi contrastarono la facilità nel diffondere quei segreti della Torah che secondo loro avrebbero dovuto essere retaggio di pochi: essi si appoggiavano sul principio della rivelazione dei misteri unicamente all'approssimarsi dell'era messianica e completamente solo quando questa si fosse manifestata pienamente. In seguito alla fondazione del Movimento Lubavitch da parte dei diretti successori primi del Besht figura l'Alter Rebbe Shneur Zalman di Liadi che riuscì a ricreare armonia tra le parti fondando ciò sull'amore e la pietà fraterna che permise il confronto e l'instaurazione di una vera e propria unione religiosa tra gli ebrei che vollero dialogare o aderire al nuovo movimento Lubavitch che venne anche definito Chabad. Questo nome deriva dalle tre parole ebraiche Chokhmah, Binah e Daat, distintamente tradotte con i significati di sapienza, intelligenza e conoscenza; queste, anche note come le tre Sefirot superiori immediatamente successive a Keter, furono l'espressione della nuova ma originaria forma religiosa fondante e di dialogo che caratterizzò parte della natura spirituale e mistica del Maestro citato nonché di mediazione con la cultura intellettuale e religiosa prevalente soprattutto nei Maestri Lituani dell'epoca.
Il Chassidismo è anche l'incontro di vivacità e fervore spirituali religiosi, caratterizzati anche dalla Kavvanà espressa nella gioia e nella santità delle danze e dei canti, con lo studio metodico e rigoroso, riservato tuttavia esclusivamente ai maschi. Questi aspetti, l'immediato della gioia, quello dello studio profondo e quello del rigore, vengono vissuti in modo completo e unitariamente secondo quella semplicità che aveva caratterizzato il Besht, e ciò avveniva sia nella vita quotidiana fatta di lunghi pellegrinaggi con lo scopo di raggruppare o sostenere il maggior numero di ebrei, sia nello studio e nell'insegnamento, casi in cui le cose apparentemente insormontabili risultavano sempre sfociare in una buona occasione per fare di quell'esperienza una tradizione orale il cui insegnamento sprigionava la fede e l'unione con Dio nella consapevolezza del continuo sostegno provvidenziale e messianico vissuto nel cuore di ogni ebreo del tempo e di sempre.

## Filosofia
Il tema fondamentale alla base di tutta la teoria chassidica è l'immanenza di Dio nell'universo, spesso espressa in una frase dal Tikunei haZohar, Leit Atar panuy mi-néya (aramaico: "nessun sito ne è privo"). Derivato dal discorso lurianico ma notevolmente esteso in quello chassidico, tale concetto panenteistico implica che letteralmente tutta la creazione sia suffusa di divinità. In principio Dio dovette contrarre (Tzimtzum), la sua onnipresenza o infinità, l'Ein Sof. Pertanto un Vuoto Vacante (Khalal panui) fu creato, privo della presenza divina e quindi in grado di possedere il libero arbitrio, le contraddizioni e altri fenomeni apparentemente separati da Dio stesso, il che sarebbe stato impossibile nell'ambito della sua esistenza originale perfetta. Tuttavia proprio la realtà del mondo che vi fu creato è interamente dipendente dalla sua origine divina. La materia sarebbe stata nulla e vuota senza la vera essenza spirituale che possiede. L'Ein Sof infinito però non può manifestarsi nel Vuoto vacante e deve limitarsi a spoglie di corporeità misurabile che possano essere percepite.
Esiste pertanto un dualismo tra il vero aspetto del tutto e la parte fisica, falsa ma ineluttabile, con l'uno che si evolve nell'altro: come Dio deve comprimersi e dissimularsi, così gli esseri umani e la materia in generale devono ascendere e riunirsi con l'onnipresenza. La Cabala ebraica evidenziava l'importanza di tale dialettica, ma soprattutto (sebbene non esclusivamente) la evocava in termini cosmici, per esempio facendo riferimento alla maniera in cui Dio progressivamente si diminuiva nel mondo attraverso le varie dimensioni, o Sephirot. Il Chassidismo lo applicava anche ai particolari più mondani dell'esistenza, ma specialmente al campo religioso. Tutte la scuole chassidiche dedicarono un posto prominente del loro insegnamento, con accenti differenti, alla natura intercambiabile dell'Ein, infinita e impercettibile, che diventava Yesh, "Esistente" – e viceversa. Usarono questo concetto come un prisma per valutare il mondo e le esigenze dello spirito in particolare. Rachel Elior commenta: "La realtà perse la sua natura statica e il suo valore permanente, ora misurati con un nuovo standard, cercando di esporre l'essenza divina infinita, manifesta nel suo opposto circoscritto e tangibile".

### Il Giusto

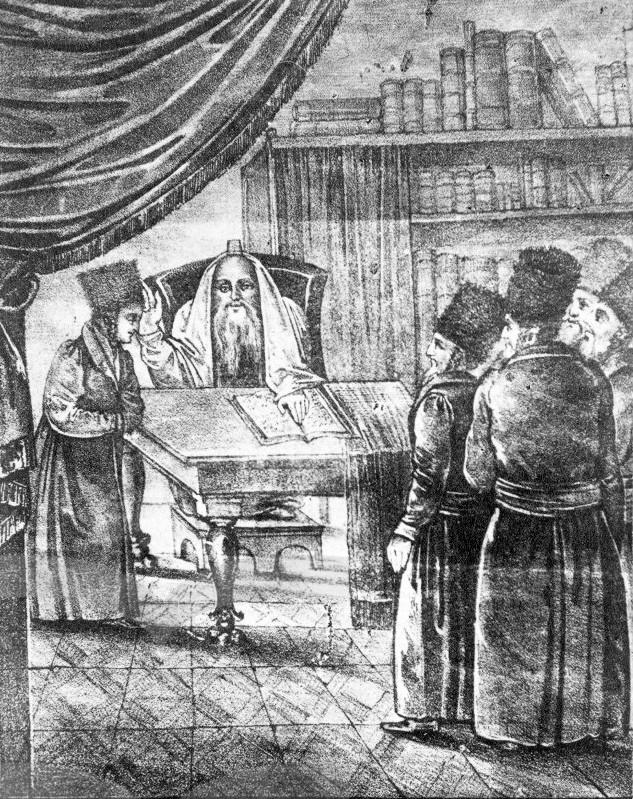
Lo sviluppo dello Zaddiq combinò i precedenti ruoli di mistico secluso e Magghid sociale in una guida mistica comunitaria. Il pensiero chassidico interiorizzò la dualità celeste Ayin↔Yesh della Qabbalah in un paradigma completo per la percezione deveikuth dell'Onnipresenza divina. Lo Zaddiq lo incarnò come canale del flusso divino

Sebbene gli insegnamenti mistici ed etici non siano facilmente distinguibili da quelli di altre correnti ebraiche, la dottrina che definisce il chassidismo è quella del leader santo, che serve sia come concetto ideale sia come figura istituzionale intorno al quale si organizzano i seguaci. Nella letteratura sacrale del movimento, questa persona viene indicata come lo Zaddiq, il Giusto – spesso conosciuto anche con il titolo onorifico generico Admor (acronimo di "il nostro maestro, insegnante e rabbino" in ebraico), concesso ai rabbini in generale – o colloquialmente come il Rebbe. L'idea che, in ogni generazione, ci siano persone giuste (rette) attraverso le quali l'emanazione divina viene attratta dal mondo materiale ha le sue radici nel pensiero cabalistico, che sostiene inoltre che una di queste persone sia suprema, la reincarnazione di Mosè. Il Chassidismo ha posto il concetto di Zaddiq alla base di tutto il suo sistema - elaborandolo al punto che il termine stesso ha acquisito un significato autonomo al suo interno, separatamente dall'originale che denotava persone timorose di Dio ed estremamente osservanti. Tale transizione accadeva in parallelo con il termine Ḥasid, tradizionalmente "pio", che divenne sinonimo di "aderente" (di un particolare Zaddiq) e venne usato così in ebraico moderno.
Quando la setta cominciò ad attrarre un seguito e si estese da una ristretta cerchia di eruditi discepoli a un movimento di massa divenne chiaro che la sua complessa filosofia poteva essere impartita solo in parte alla nuova e numerosa cerchia di fedeli. Gli intellettuali stessi del gruppo lottavano con l'astrusa dialettica di infinito e corporeità: c'era poca speranza, perciò, che la gente comune potesse realmente interiorizzare tale dialettica senza considerarla soltanto una mera astrazione da osservare pedissequamente. Gli ideologi del movimento esortarono i seguaci ad avere fede, ma la vera risposta, che segnò la loro nascita come importante setta distinta, fu il concetto di Zaddiq: il maestro chassidico doveva servire come forma vivente degli insegnamenti reconditi, essendo egli stesso in grado di trascendere la materia e ottenere una comunione spirituale. Coloro che non vi riuscivano (la stragrande maggioranza) dovevano invece aderire a lui, acquisendo una parvenza di illuminazione "per interposta persona". La sua presenza imponente e spesso carismatica – soprattutto nelle prime generazioni – doveva rassicurare i fedeli e dimostrare la verità della filosofia chassidica, contrastandone dubbi e sconforto. Tuttavia nello zaddiq si incanalava ben più del semplice benessere spirituale: dal momento che poteva ascendere a "regni superiori" il leader era in grado di raccogliere effluvi celesti, portandoli in basso ai suoi aderenti e fornendo loro ciò che essi credevano essere benefici anche materiali.
Nel discorso chassidico la volontà del capo di sacrificare l'estasi e il raggiungimento di unità con Dio veniva considerato un grande sacrificio a beneficio della congregazione. I suoi seguaci dovevano quindi sostenerlo e specialmente obbedirlo, poiché possedeva una conoscenza superiore e una visione ottenuta attraverso la comunione. La "discesa dello Zaddiq" in materie mondane si definiva con la necessità di salvare i peccatori e redimere le "scintille" nascoste nei luoghi infimi. Tale collegamento tra le funzioni del Giusto come capo comunitario e come guida spirituale legittimava il potere politico da questi esercitato. Una simile presenza presso la comunità preveniva, inoltre, il ritiro dei maestri chassidici in seclusione e passività, come molti mistici avevano fatto in precedenza. La sua autorità terrena era percepita come parte di una missione religiosa a lungo termine, ossia elevare il mondo corporeo verso l'infinito divino. In una certa misura il Giusto soddisfaceva, per la propria congregazione, e solo per essa, una limitata capacità messianica nel corso della sua vita. Dopo la delusione sabbatiana questo approccio moderato forniva uno sbocco sicuro alle speranze messianiche. Almeno due leader radicalizzati in questo campo innescarono gravi polemiche: Nachman di Breslov, che si dichiarò l'unico vero Zaddiq, e Menachem Mendel Schneerson, che molti dei suoi seguaci ritennero essere il Messia. I Rebbe furono, e sono, oggetto di un'agiografia intensa, a volte persino paragonati a personaggi biblici attraverso l'impiego di sottili prefigurazioni.
I Rebbe forgiarono un rapporto ben definito con le masse che guidavano: fornirono loro ispirazione, vennero da loro consultati in tutte le questioni, e dovevano intercedere con Dio a nome dei loro aderenti assicurandosi che tutti i seguaci fossero benestanti finanziariamente, in buona salute e prolifici. Il modello è tuttora valido per le sette chassidiche, sebbene una routinizzazione prolungata in molti casi abbia di fatto trasformato i Rebbe in leader politici di comunità forti e istituzionalizzate. Nei primi tempi del Chassidismo il ruolo di Zaddiq fu ottenuto grazie a carisma e fascino, ma già agli inizi del XIX secolo era diventato una carica ereditaria – il Giusto rivendicava la legittimità per diritto di discendenza dai maestri del passato. Quasi tutte le sette moderne mantengono questo principio.

### Scuole di pensiero

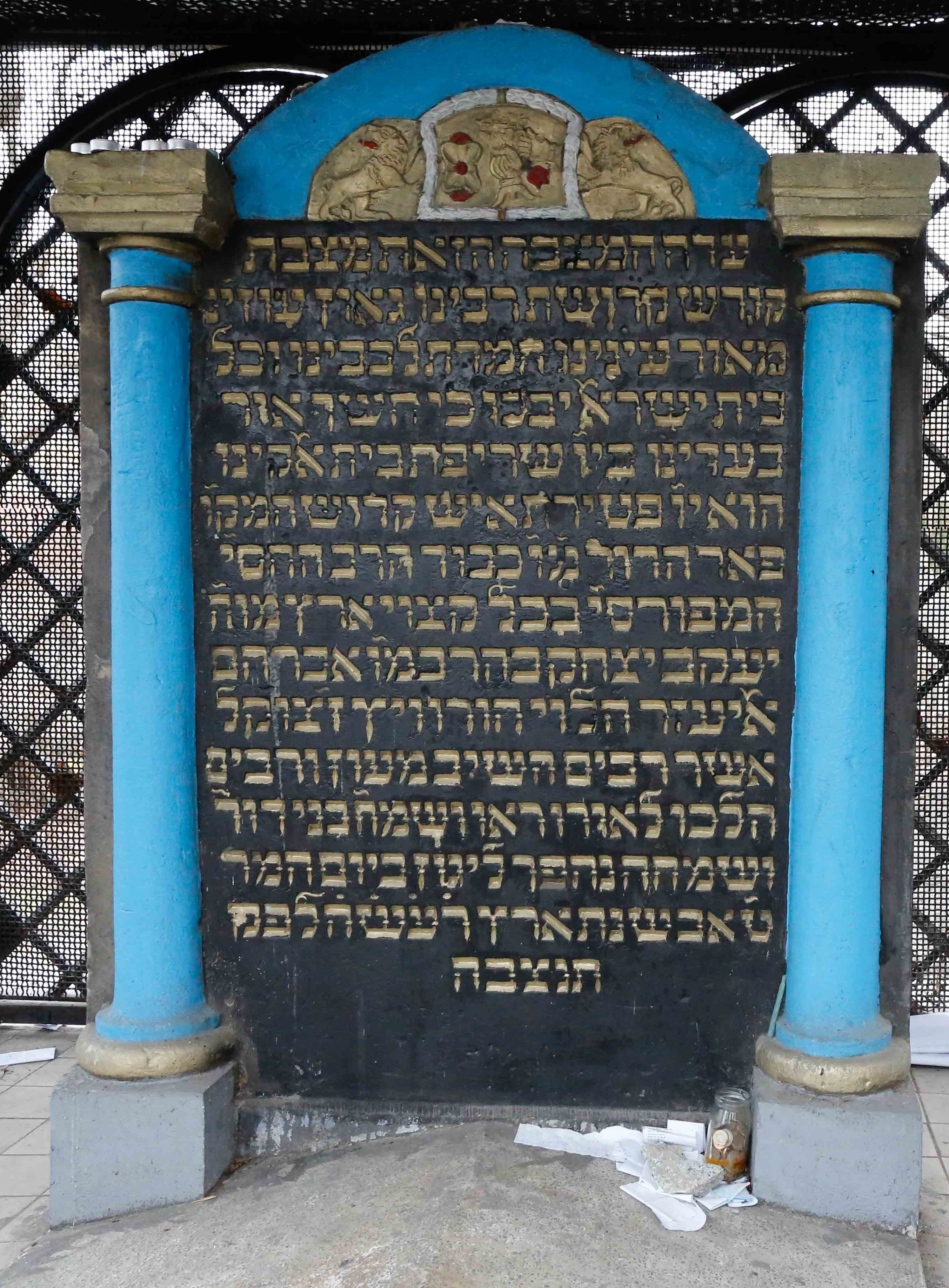
La tomba di Yaakov Yitzchak Horowitz di Lublino

Alcune "corti" chassidiche, come anche diversi maestri prominenti, svilupparono filosofie distinte con particolare enfasi sui vari temi degli insegnamenti generali del movimento. Numerose scuole chassidiche ebbero una duratura influenza su molte dinastie, mentre altre morirono con i loro proponenti.
Uno dei primi esempi di questo fenomeno è lo scisma del 1812 tra Yaakov Yitzchak Horowitz (detto il Veggente di Lublino) e il suo discepolo più importante, Yaakov Yitzchak Rabinowicz (detto l'Ebreo Santo di Przysucha). Horowitz adottò un approccio populista, basato sulle funzioni teurgiche dello zaddiq per attirare le masse. Divenne famoso per la sua condotta prodiga ed effervescente durante le preghiere e la liturgia, esternando un comportamento carismatico. Rabinowicz perseguì un percorso più introspettivo, affermando che il dovere del Rebbe è di servire da mentore spirituale a un gruppo più elitario, aiutando tale gruppo a ottenere uno stato extrasensoriale di contemplazione e ripristinare l'uomo all'unione con Dio che Adamo apparentemente aveva perso mangiando il frutto del Lignum Scientiae. L'Ebreo Santo e i suoi successori non ripudiarono l'esecuzione di miracoli, né evitarono una condotta drammatica in pubblico; tuttavia furono molto più riservati dell'altra setta. La Scuola di Przysucha divenne predominante nella Polonia centrale, mentre i chassidim populisti che si avvicinavano all'ethos di Lublino prevalsero nella Galizia. Tzvi Hirsh Eichenstein di Zidichov (ora nell'Oblast' di Leopoli), fu un importante Zaddiq della Galizia e discepolo del Veggente di Lublino, creandone una propaggine, ma combinò le sue inclinazioni populiste con una rigorosa osservanza e un grande pluralismo in materia di misticismo.
La Scuola Chabad, limitata alla sola dinastia omonima ma prominente, fu fondata da Shneur Zalman di Liadi ed elaborata dai suoi successori fino al tardo XX secolo. Il movimento mantenne molti degli attributi del primo chassidismo, prima che avvenisse una chiara separazione tra Giusti e seguaci. I Rebbe di Chabad insistevano che i propri aderenti acquisissero competenza nella tradizione della setta e non relegassero la maggior parte delle responsabilità ai leader. La setta sottolinea l'importanza di comprendere intellettualmente la dinamica dell'aspetto divino nascosto e come essa influenzi la psiche umana; l'acronimo di "Chabad" è formato dalle tre penultime Sephirot, associate alla parte centrale della coscienza.
Altra rinomata filosofia è quella formulata da Nachman di Breslov e professata dai chassidim bresloviani. A differenza della maggioranza dei suoi pari che credevano Dio dovesse essere adorato con gioia, Nachman ritrasse il mondo corporeo in colori cupi, come luogo privo dell'immediata presenza divina da cui l'anima anela a liberarsi. Ridicolizzò i tentativi di percepire la natura della dialettica infinito/finito e il modo in cui Dio occupa ancora il Vuoto Vacante, sebbene asserisse che le questioni non siano al di là della comprensione umana. I mortali sono in costante lotta per superare i loro istinti profani, affermava Nachman, e devono liberarsi dei loro intelletti limitati per vedere il mondo come è veramente.